# 고갑자
고갑자는 간지의 옛 형태를 말한다.

## 십간
- 갑-알봉(甲-閼逢)
- 을-전몽(乙-旃蒙)
- 병-유조(丙-柔兆)
- 정-강어(丁-疆圉)
- 무-저옹(戊-著雍)
- 기-도유(己-屠維)
- 경-상장(庚-上章)
- 신-중광(辛-重光)
- 임-현익(壬-玄黓)
- 계-소양(癸-昭陽)

## 십이지
- 자-곤돈(子-困敦)
- 축-적분약(丑-赤奮若)
- 인-섭제격(寅-攝提格)
- 묘-단알(卯-單閼)
- 진-집서(辰-執徐)
- 사-대황락(巳-大荒落)
- 오-돈장(午-敦牂)
- 미-협흡(未-協洽)
- 신-군탄(申-涒灘)
- 유-작악(酉-作噩)
- 술-엄무(戌-閹茂)
- 해-대연헌(亥-大淵獻)